# Preto Martinho
 Preto Martinho ist eine autochthone Rotweinsorte aus Portugal. Empfohlen wird ihr Anbau in der Region Alto Trás-os-Montes.  Zugelassen ist sie außerdem in den Regionen Ribatejo und Estremadura. Die in Portugal bestockte Rebfläche beträgt ca. 1157 Hektar. Die frühreifende Sorte ist überaus wuchskräftig und ertragsreich. Die aus ihr gekelterten Weine sind angenehm und erreichen hohe Alkoholgehalte. 
Synonyme: Amostrinha
Siehe auch den Artikel Weinbau in Portugal sowie die Liste von Rebsorten.

## Ampelographische Sortenmerkmale
In der Ampelographie wird der Habitus folgendermaßen beschrieben:
- Die Triebspitze ist offen. Sie ist weißlich-wollig behaart. Die Jungblätter sind anfangs spinnwebig behaart und gelblich gefärbt.
- Die mittelgroßen Blätter sind dreilappig oder nur schwach fünflappig gebuchtet. Die Stielbucht ist lyrenförmig geschlossen. Das Blatt ist spitz gesägt. Die Zähne sind im Vergleich der Rebsorten klein und eng gesetzt.
- Die mittelgroße bis große Traube ist konisch, geschultert und dichtbeerig. Die rundlichen Beeren sind mittelgroß und von bläulich-schwarzer Farbe. Die Beerenhaut ist mitteldick.

Preto Martinho reift nur einige Tage nach der Sorte Gutedel und gilt somit im internationalen Vergleich als sehr früh reifend.